# Jennifer Chieng
Jennifer Dugwen Chieng est une boxeuse micronésienne, née le 29 avril 1986 dans le Maryland aux États-Unis. Après avoir remporté plusieurs tournois amateurs en boxe anglaise aux États-Unis, elle est sélectionnée par les États fédérés de Micronésie pour les Jeux du Pacifique de 2015 où elle remporte la médaille d'or et devient le premier boxeur micronésien à gagner des combats internationaux. Malgré un échec lors des qualifications pour les Jeux olympiques de 2016, elle obtient une invitation pour y participer. Elle perd son match du tour préliminaire et ne peut donc prendre part à la suite de la compétition. Après les Jeux, elle s'investit dans les Arts martiaux mixtes mais n'abandonne pas la boxe pour autant puisqu'elle remporte à nouveau, en 2019, les  Jeux du Pacifique.

## Enfance et découverte des sports de combat
Jennifer Dugwen Chieng est née le 29 avril 1986 dans le Maryland aux États-Unis, d'un père originaire de l'état de Yap et d'une mère philippine,. Elle appartient à une fratrie de cinq frères et sœurs. Sa famille part dans l'état de Yap lorsqu'elle a quatre ans puis quelque temps plus tard dans celui de Pohnpéi avant de revenir aux États-Unis. Elle arrive en Virginie, déménage ensuite à Hawaï où Jennifer Chieng, malgré son envie, ne peut pratiquer la lutte à cause d'une blessure liée à la pratique du surf. La future boxeuse poursuit ses études à New York où elle est diplômée du Well's College,. Elle entre peu de temps après ses études à la Bank of New York dont elle est vice-présidente d'un service en 2015,. Jennifer Chieng pratique la boxe dans la catégorie des poids légers, à ses débuts en 2009 pour se rapprocher de ses origines océaniennes où les sports de contact sont populaires,. Ce n'est qu'en 2013 qu'elle s’investit sérieusement dans la pratique de la boxe et parvient à allier le sport à haut niveau, son travail à temps plein et son fils Adam, né en 2011, en tant que mère célibataire,,,. Elle apprécie dans la boxe la discipline, la capacité de stratégie et de mise en exécution de celle-ci. Elle la perçoit comme un sport à la fois spirituel et psychique qui fait ressortir le meilleur d'elle-même.

## Une première partie de carrière en boxe
Jennifer Chieng est championne WPLA en 2012 et 2013. Dès 2013, elle a l'espoir de boxer aux Jeux olympiques de 2016 en tant qu'américaine. La même année, toutefois, une fédération nationale de boxe est créée aux États fédérés de Micronésie. Elle accepte la proposition qui lui est faite de la rejoindre, ce qui lui offre une garantie de pouvoir participer à des compétitions internationales. La boxeuse combat régulièrement dans le circuit américain des Golden Gloves. En 2014, elle en atteint la finale en moins de 57 kg. La même année, elle est médaillée d'argent du USA Boxing Elite National Championships et remporte le tournoi Metropolitan. Elle est désignée « athlète micronésienne de l'année ». 
En janvier 2015, Jennifer Dugwen Chieng reçoit une bourse du CIO pour s'entraîner et tenter de se qualifier pour les Jeux olympiques de Rio. Jennifer Chieng s'entraîne alors quotidiennement au Gleason's Gym à Brooklyn à New York aux États-Unis d'Amérique, coachée par Devon Cormack et Heather Hardy, championne WBC en titre des poids super-coqs,. Au début de l'année 2015, Jennifer Chieng remporte le très relevé New York Daily News Golden Gloves lors d'une finale correspondant à son 22e combat en carrière,. Au commencement des Jeux du pacifique de l'été 2015, la boxeuse micronésienne est deuxième du classement des boxeuses poids légers amateures aux États-Unis. Lors de cette compétition, elle obtient la médaille d'or dans la catégorie des 57-60 kg, et devient le premier boxeur micronésien à gagner des matchs internationaux. Sa performance provoque une explosion de l'intérêt pour la pratique de ce sport dans l'état de Pohnpéi. En octobre, l'Association des comités nationaux olympiques la désigne « meilleure boxeuse féminine du Pacifique »,. Elle reçoit avant la cérémonie de remise des prix un chèque de 25 000 dollars de la part du Congrès micronésien pour l'aider dans sa préparation aux Jeux olympiques de Rio, Jennifer Chieng ayant décidé de prendre une année sabbatique dans son travail pour mieux s'entraîner,. Elle lance également une campagne de financement participatif pour financer ses déplacements pour les championnats du monde et les Jeux Olympiques.
Lors de la phase de qualifications pour les Jeux Olympiques fin mars/début avril 2016, Jennifer Chieng perd son combat du premier tour dans la catégorie des moins de 51 kg contre la philippine Nesthy Petecio,. Mais, Jennifer Chieng profite fin juin 2016 d'une place qualificative offerte par le CIO. Aux Jeux de Rio, elle combat contre Mikaela Mayer le 12 août, dans la catégorie des poids légers, lors du tour préliminaire. Elle est battue 3 à 0 à l'unanimité des trois juges. Hormis au début du combat où Cheng a trouvé le chemin à travers la garde de Mikaela Mayer, son adversaire plus grande de 15 cm et avec une meilleure allonge a dominé la rencontre,. Jennifer Chieng n'est donc pas qualifiée pour le tour suivant. Sa petite taille, la plus faible de la catégorie, et son poids bien inférieur à ses concurrentes du fait de la présence de seulement trois catégories de poids l'ont, d'après elle, désavantagée. Après la compétition, la boxeuse s'estime satisfaite de son investissement dans le combat, dit avoir été très touchée par les encouragements du public, conserver un souvenir inoubliable de sa fonction de porte-drapeau lors de la cérémonie d'ouverture et espère que son parcours va inspirer d'autres personnes et les convaincre que tout est possible.

## Une seconde partie de carrière dans les arts martiaux mixtes et la boxe
Après les Jeux Olympiques, Jennifer Chieng s'intéresse au muay thai et au jiu-jitsu brésilien mais s'investit surtout dans les arts martiaux mixtes (MMA) qui, contrairement à la boxe féminine où les opportunités sont rares, lui permettent d'envisager une carrière professionnelle. Elle signe chez Battlescar Management pour combattre dans la catégorie des poids pailles (48 à 52 kg),. Lors d'une interview avant son premier combat au début de l'année 2017, elle confie : « La boxe est mon premier amour, mais j'aime me défier. Je vois la boxe et le MMA comme des pommes et des oranges : ils sont semblables, mais ce sont des choses complètement différentes ». Elle continue à pratiquer la boxe au Gleason's Gym et s'entraîne pour les arts martiaux mixtes au Class One MMA. Elle perd son premier combat le 24 février 2017 mais gagne les quatre suivant en 2017 et 2018,,.
Le 18 juillet 2019, en boxe, aux Jeux du Pacifique, elle s'adjuge à nouveau le titre en poids léger. Son entraîneur Andrea Galbiati espère l'emmener à nouveau aux Jeux Olympiques, en 2020.

## Distinctions
- Meilleure boxeuse féminine du Pacifique 2015.
- Athlète micronésienne de l'année 2014.

## Performances
- Jeux du Pacifique de 2019 à Apia aux Samoa.
  -  Médaille d'or en moins de 60 kg.
- Jeux du Pacifique de 2015 à Port-Moresby en Papouasie-Nouvelle-Guinée.
  -  Médaille d'or en moins de 60 kg.
- Vainqueur des Golden Gloves (2015).
- Finaliste des Golden Gloves (2014).
- Vainqueur du Tournoi Metropolitan (2014).
- Finaliste du USA Boxing Elite National Championships (2014).
- Championne WPLA en 2012 et 2013.